# Feldkirchen bei Graz
Feldkirchen bei Graz är en ort och kommun i Österrike. Den ligger i distriktet Graz-Umgebung i förbundslandet Steiermark,  150 km sydväst om huvudstaden Wien. I kommunen finns större delen av Graz flygplats.
Kommunen består av fyra orter/ortsdelar (Ortschaften) (inom parentes invånarantal 1 januari 2024):
- Abtissendorf (1 874)
- Feldkirchen bei Graz (1 737)
- Lebern (1 052)
- Wagnitz (2 624)